# Christian Fürchtegott Gellert
Christian Fürchtegott Gellert, né le 4 juillet 1715 à Hainichen (Saxe) et mort le 13 décembre 1769 à Leipzig, est un fabuliste et moraliste allemand.

## Biographie

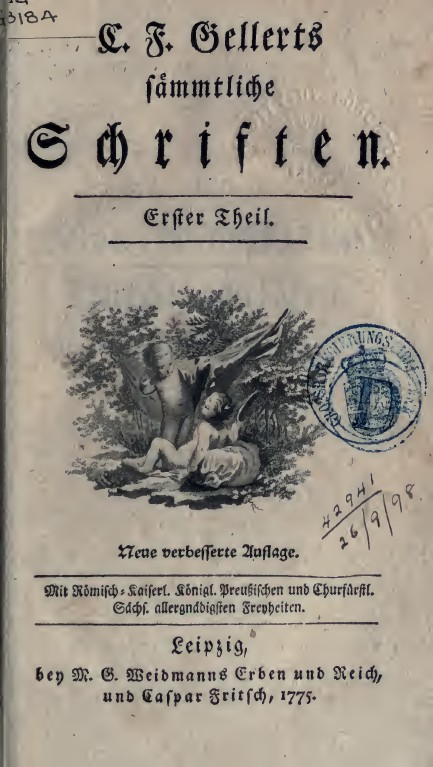
C. F. Gellerts sämmtliche Schriften. 1 (1775)

Gellert reçut dans la maison de son père, qui était pasteur, une éducation très chrétienne. D’une famille nombreuse et pauvre, il dut travailler de bonne heure à copier des actes de commerce. Cependant sa vocation politique se manifesta dès l’âge de treize ans par quelques pièces dont on loue encore la grâce.
À quinze ans, il fut envoyé à l’école de Meissen, ou il se lia avec Rabener et Gärtner. Cinq ans plus tard, il alla étudier la théologie à Leipzig, où il s’abandonna à son goût pour la littérature. Il s’y familiarisa avec les auteurs latins et les écrivains français ; il embrassa les principes de Gottsched et fut un des meilleurs collaborateurs des Récréations de Schwabe et ensuite du Recueil de Brême. Plus tard il se sépara de l’école saxonne et se repentit d’avoir sacrifié, sous ses inspirations, à l’imitation française.
En raison de sa timidité et de sa faible santé, Gellert renonça à son idée d’entrer dans le ministère et, s'établit en 1745 comme privat-docent en philosophie à l’université de Leipzig, où il enseigna la poésie, la rhétorique et la littérature avec beaucoup de succès. En 1751, il fut nommé professeur extraordinaire de philosophie morale, poste qu’il occupa jusqu’à sa mort.
Gellert a joui, comme porte-parole national, d’une popularité extrême et qui s’est maintenue. Il est un des rares auteurs de son temps « qu’on lit encore, a dit un critique allemand, dans la cabane comme dans le palais ». Les princes et les rois, Frédéric le Grand entre autres, allèrent lui rendre visite à Leipzig.
Des tributs d’hommages lui étaient adressés de toutes les parties de l’Allemagne, et sa mort fut un deuil public. Sa tombe devint un but de pèlerinage et l’objet de démonstrations si vives que l’autorité dut les interdire.
Ce que l’on goûtait dans Gellert, c’était un talent pur, gracieux, inspiré par une aine honnête, assombri par la mélancolie, et répondant chaque jour davantage au caractère national. Interprète des sentiments intimes, il enseigne la vertu, la religion ; il purifie l’art pour l’introduire dans la famille.
Klopstock lui adresse ces vers : 
« La fille la plus belle et la plus aimée de la plus belle des mères devra te lire, devenir plus belle en te lisant, et, te voyant endormi, t’embrasser avec candeur. »
Il faut citer aussi ce jugement enthousiaste du philosophe Garve : « Aussi longtemps que les Allemands comprendront leur langue, ils liront les écrits de Gellert, et les hommes honoreront son caractère tant qu’ils respecteront la vertu. »

## Œuvre
Son œuvre - en particulier ses Fables - ont compté en Allemagne dans la période transitoire entre l’Aufklärung, l’Empfindsamkeit et le Sturm und Drang. Son extraordinaire popularité a décliné après sa mort lorsque les disciples du Sturm und Drang l’ont qualifié de poète moralisateur « pour filles de pasteurs de campagne ».
Gellert a composé des ouvrages de genres fort divers, des poésies lyriques et didactiques, des contes, des fables, des comédies, des dissertations littéraires, des ouvrages moraux, des poésies religieuses et des cantiques, mais il est surtout célèbre par ses Fabeln und Erzählungen (Fables et Contes), dont un premier recueil parut en 1746 et un second en 1748, et qui obtinrent une vogue populaire. La langue en est pure, facile, élégante, la morale est plutôt élevée que pratique. Chaque sujet est composé et développé avec une certaine ampleur épique dont le défaut est un peu de redondance.

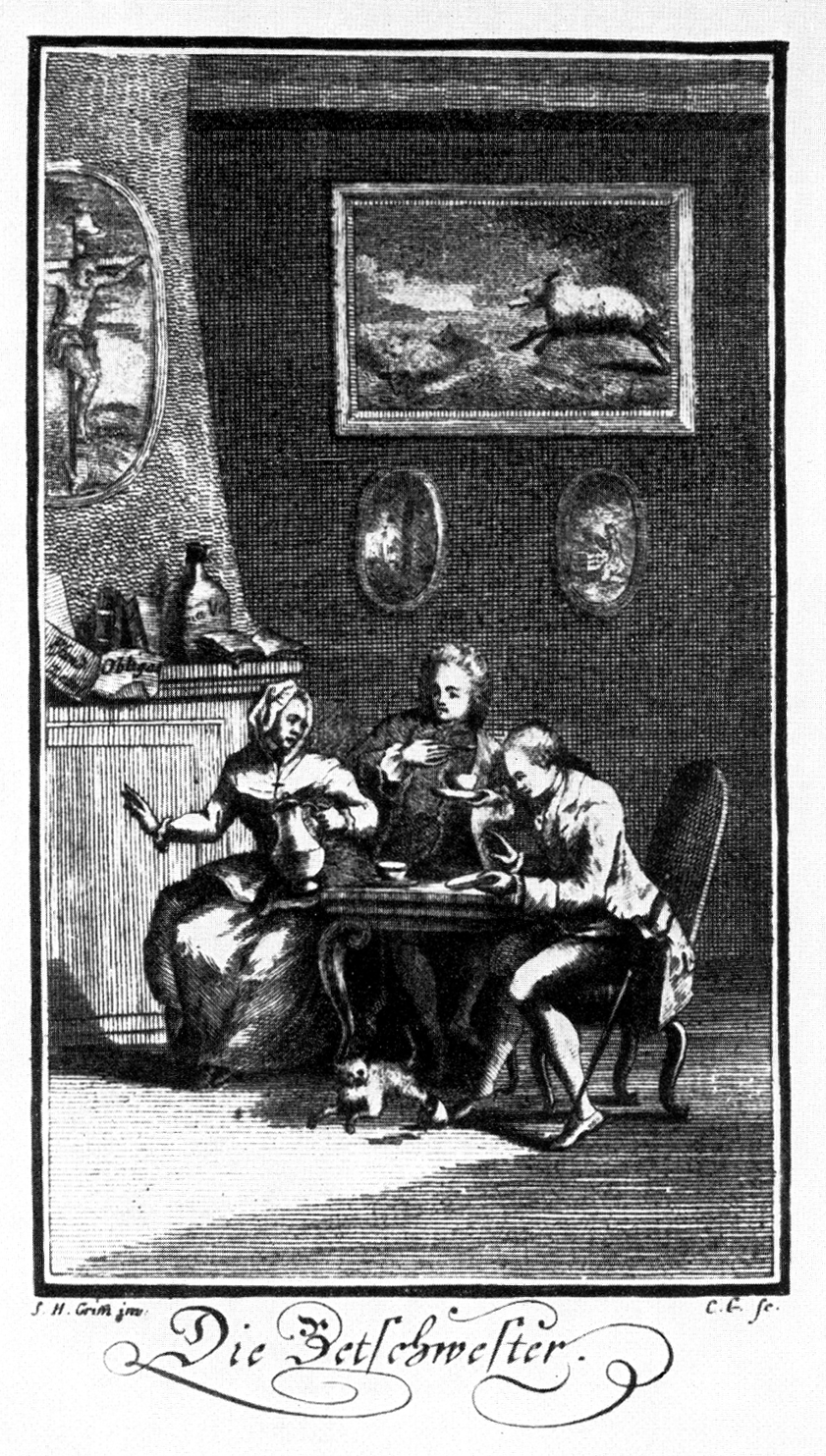
Illustration de la Bigote.

Plusieurs de ses fables sont toutes personnelles et ont un cachet entièrement allemand. Ses contes sont d’une simplicité agréable, avec plus de prolixité. Ses poésies lyriques comprennent des Odes et Chants religieux (Oden und geistliche Lieder, 1758), où l’on trouve plutôt un sentiment intime, une foi sincère, qu’un véritable éclat poétique, furent reçus avec une égale considération par les catholiques et les protestants. Beethoven composa 6 Chants sacrés (op. 48) sur ces textes.
De ses comédies, die Betschwester (la Bigote, 1745), Das Loos in der Lotterie (le Gros Lot, 1746), Die zärtlichen Schwestern (les Tendres Sœurs, 1747), la première seule mérite d’être remarquée ; elle est calquée sur le Tartuffe.
Gellert avait aussi composé un roman domestique sentimental : Das Leben der Schwedischen Gräfin von G*** (Vie de la Comtesse suédoise von G*** ; Leipzig, 1746, 2 vol.), imitée de la Paméla ou la Vertu récompensée de Samuel Richardson, notable pour être la première tentative allemande de roman psychologique.
Il a laissé des Moralische Vorlesungen (Leçons morales), qui n’ont été publiées qu’après sa mort (1770) et qui ont pour but de répandre dans le peuple l’amour du juste et les sentiments élevés. Ses Briefwechsel Christian Fürchtegott Gellert's mit Demoiselle Lucius : nebst einem Anhange ... Sämmtlich aus den bisher meist noch ungedrukten Originalen, publiées par Friedrich Adolf Ebert (Lettres à Mlle Lucius de Dresde), ont été les premiers modèles, en Allemagne, du style épistolaire.
Il a été donné plusieurs éditions générales de ses Œuvres (Gellerts Sämmtliche Werke ; Leipzig, 1769-1774, 10 vol. ; 1841, 6 vol. in-12).
Ses Fables ont été traduites en prose par Toussaint, Berlin, 1768, et mises en vers par Marianne Wilhelmine Mercier de Stevens, Breslau, 1777 ; sa Morale a été traduite par Louis Ésaïe Pajon de Moncets, Utrecht, 1775.
Ses Œuvres complètes en 10 vol. in-8° ont paru à Leipzig, 1784, 1841, etc.
Deux statues ont été élevées à Gellert en 1865, dans sa ville natale et à Leipzig. 
Il est le frère du savant métallurgiste Christlieb Ehregott Gellert.